# Flávio Cardoso
Flávio Cardoso Santos (Itagimirim, 12 de outubro de 1980) é um ciclista brasileiro, que atualmente compete pela equipe Soul Brasil Pro Cycling Team.
Natural de Itagimirim mas criado em Eunápolis, o ciclista, apelidado no pelotão de "Baiano", tem como principal vitória o Campeonato Brasileiro de Resistência de 2009. Inicialmente, o vencedor havia sido Alex Arseno, mas o atleta foi posteriormente culpado de doping por um teste positivo para eritropoietina (EPO) no Tour de Santa Catarina de 2009, perdendo de maneira retroativa os resultados conquistados depois do teste.

## Principais resultados
2007
3º - Prova São Salvador
2008
9º - Classificação Geral da Volta do Paraná
1º - Etapa 5
3º - GP de Ciclismo Cidade de Montes Claros
2009
1º  Campeonato Brasileiro de Ciclismo de Estrada
2º - Volta Ciclística do Grande ABCD
2º - Volta de Gravataí
2º - Etapa 2
6º - Ranking Brasileiro de Ciclismo de Estrada
2010
1º -  Abertura do Vale Paraibano de Ciclismo
6º - Classificação Geral do Giro do Interior de São Paulo
2º - Prólogo (CRI)
1º - GP de Ciclismo Cidade de Montes Claros
3º - Prova Ciclística Governador Dix-Sept Rosado
7º - Classificação Geral da Volta Ciclística de São Paulo
1º - Etapa 3
10º - Ranking Brasileiro de Ciclismo de Estrada
2011
1º - Etapa 1 do Torneio de Verão
1º - Etapas 1 (CRI) e 2 do Giro do Interior de São Paulo
2º - Etapa 4 da Vuelta del Uruguay
3º - Prova Ciclística Governador Dix-Sept Rosado
2º - Classificação Geral da Volta Ciclística de São Paulo
1º - Etapa 3
5º - Ranking Brasileiro de Ciclismo de Estrada
2012
3º - Campeonato Brasileiro de CRI
2º - Classificação Geral da Volta Ciclística de São Paulo
2º - Etapas 3 (CRI) e 4
3º - Etapa 7
2013
7º - Classificação Geral da Vuelta a Guatemala
3º - Etapa 3 (CRI)
2º - Etapa 4
5º - Campeonato Brasileiro de CRI
1º  Classificação por pontos do Tour do Rio
2014
1º - Etapa 1 da Volta Ciclística de São Paulo
4º - Campeonato Brasileiro de CRI
1º - GP São Paulo Internacional de Ciclismo
2015
3º - Classificação Geral da Vuelta del Uruguay
2º - Etapa 9 (CRI)
1º - Copa Rio de Janeiro - Mangaratiba
5º - Prova Ciclística 1º de Maio
7º - Classificação Geral da Volta do Paraná
1º - Etapa 3
5º - Copa América de Ciclismo